# 歯ブラシ

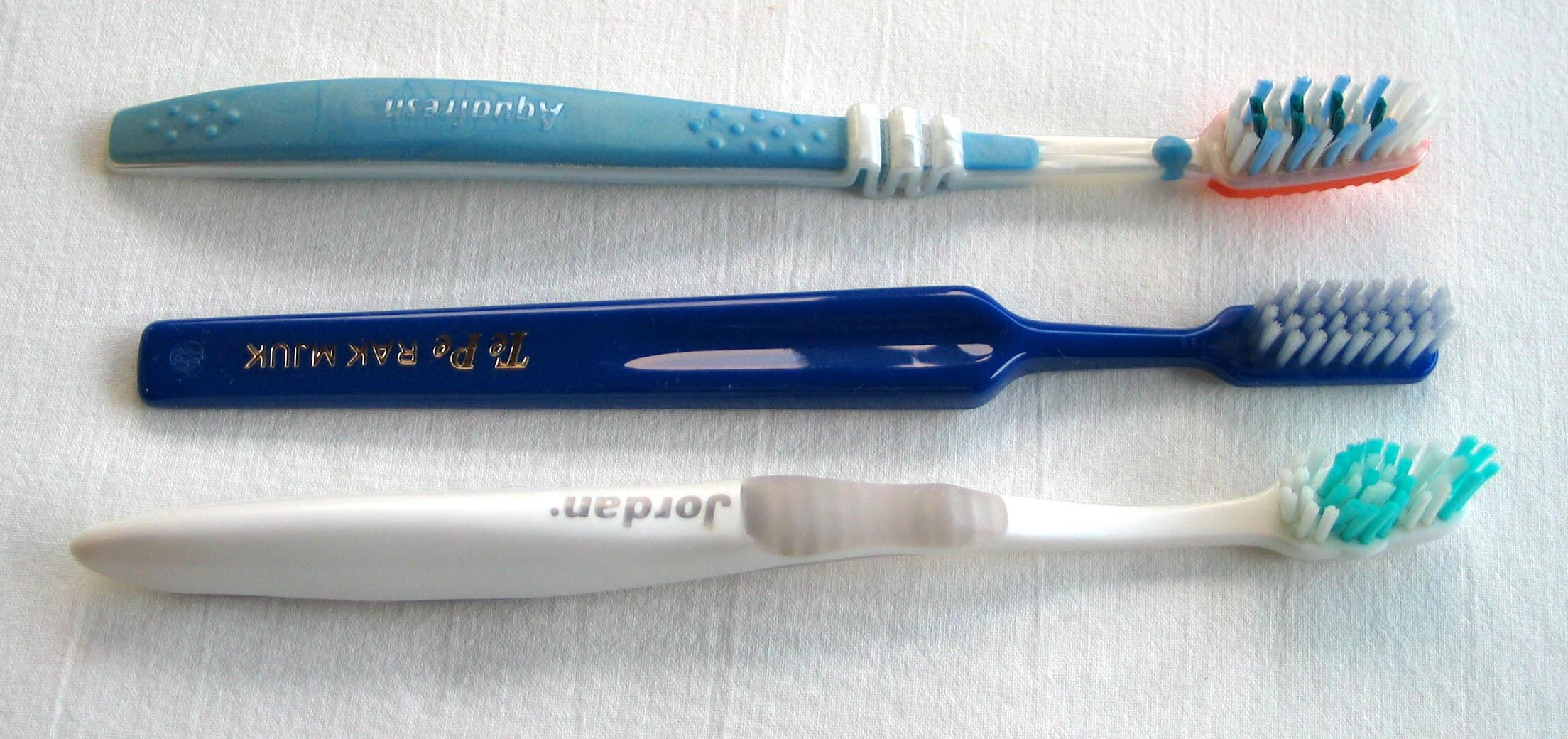
歯ブラシ

歯ブラシ（はブラシ、英: toothbrush）は、歯を磨くのに使用する小さなブラシである。自然の歯あるいは入れ歯を磨くのに使う。歯茎や舌の洗浄にも使用される。漢字で表記する場合は「歯刷子」。口腔衛生ケアに用いられる用具の一つ。密集した剛毛のヘッドで構成され、その上に歯磨剤を塗ることができ、口の届きにくい部分の清掃を容易にする柄に取り付けられている。
なお歯ブラシのみでは歯の表面の50%にしか届かないため、他の部位の歯垢を除去するために、別途デンタルフロスや歯間ブラシなどの歯間清掃用品の併用が、口腔ケアにおいては必要である。
剛毛にはさまざまな硬さ、大きさ、形状がある。硬い毛の歯ブラシはエナメル質を損傷し、歯茎を刺激する可能性があるため、ほとんどの歯科医師は柔らかい歯ブラシの使用を推奨している。
歯磨剤に含まれる一般的で効果的な成分の多くは、大量に飲み込むと有害であり、代わりに吐き出す必要がある。そのため、歯磨きはほとんどの場合、台所または浴室内の洗面器で行われ、その後歯ブラシを洗い流して残っている汚れを取り除き、その後細菌が繁殖（木製の歯ブラシの場合はカビも同様）する環境を避けるため、乾燥させる。
一部の歯ブラシに植物由来の柄があり、竹が使用されていることが多い。しかし、一般的にその他の歯ブラシは安価な合成樹脂で作られており、このようなブラシは重大な汚染源となる。アメリカだけでも年間10億本以上の歯ブラシが最終処分場に捨てられている。剛毛は一般的にナイロン（プラスチックのように生分解性ではないが、リサイクル可能な場合がある）または竹ビスコースで作られている。

## 種類

### 多面歯ブラシ

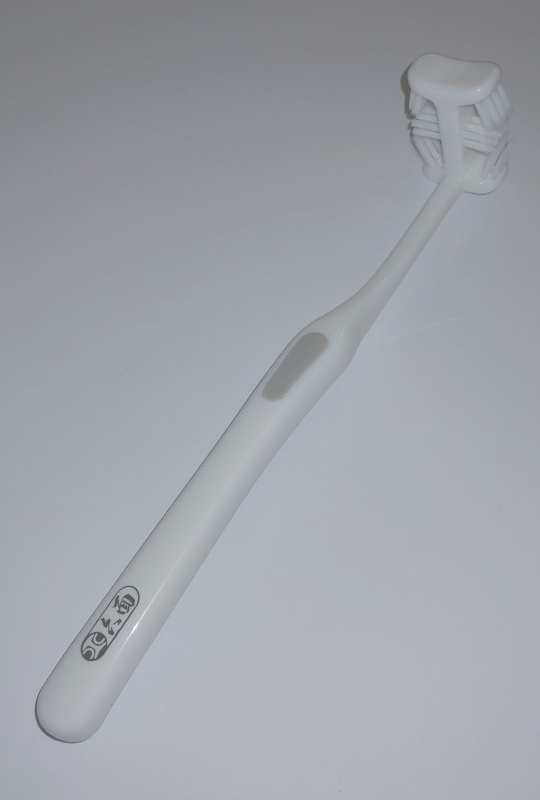
上顎と下顎の歯のすべての面を同時に磨くことができる6面歯ブラシ。

360度歯ブラシのように先端が特殊な形状。このような多面歯ブラシを使用すると、素早く簡単に歯を磨くことができる。

### 電動歯ブラシ

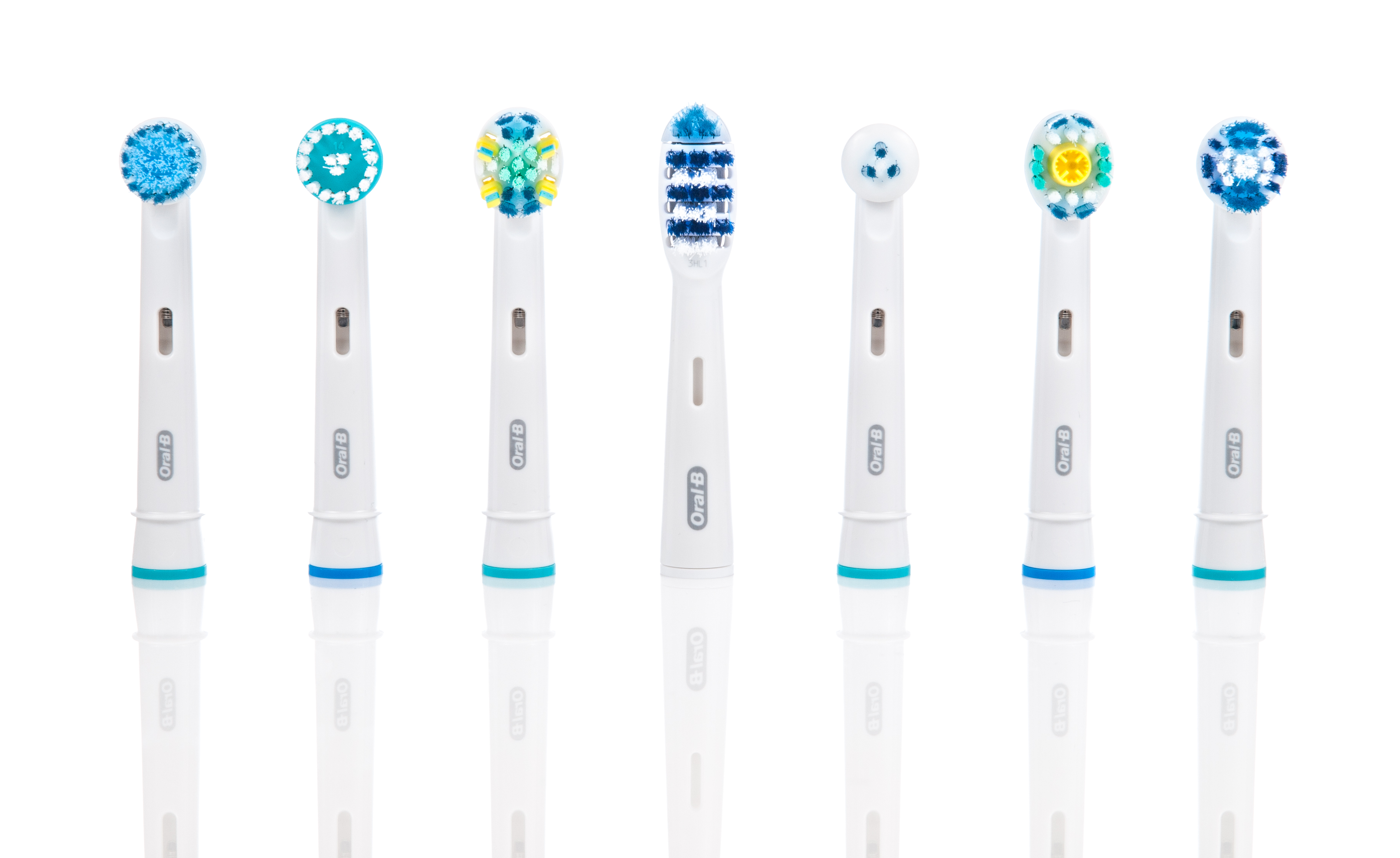
電動歯ブラシヘッド各種

スイッチを入れるとモーターにより動作する「電動歯ブラシ」（電気歯ブラシ）。
多方向電動歯ブラシは、通常の左右の歯磨き動作と手用歯ブラシと比較して、歯肉炎と歯垢の発生率を減らす可能性があることが発見されている。一方で、この種類の歯ブラシは手用歯ブラシよりも高価であり、環境に悪影響を与える傾向がある。ほとんどの研究では、歯垢や歯肉炎の減少ではないにしても、少なくとも手磨きと同等の結果が報告されている。加えて、タイマーと圧力センサーは、より効率的な洗浄を促進できる。
電動歯ブラシは、その動きの速さに応じて、普通電動歯ブラシ、音波速歯ブラシ、または超音波歯ブラシに分類できる。電動歯ブラシの動きが可聴周波数範囲（20 Hz ～ 20,000 Hz）で羽音を発生するほど十分に速い場合、その歯ブラシは音波速歯ブラシとして分類できる。音波を使って歯磨きをするわけではないが、これらは誤って音波歯ブラシと呼ばれることもある。音波を使用しない代わりに、モーターの速い動きで毛を振動させるだけで歯を磨く。この上限よりも速く動く電動歯ブラシは、超音波歯ブラシとして分類できる。Megasonex や Ultreo などの特定の超音波歯ブラシは、音波と超音波の両方の動きを備えている。
さまざまな目的に合わせて設計されたさまざまな電動歯ブラシヘッドがある。 たとえば、敏感な歯や歯茎、ステイン除去の強化、密集した歯、歯の間隔が離れた歯のための異なる剛毛の種類などである。電動歯ブラシの手の動きは手用歯ブラシとは異なる。歯ブラシを置いて動かすだけで毛先が振動して磨けるようになっており、歯を磨くために必要な掃く動作が少なくなる。

### 歯間ブラシ

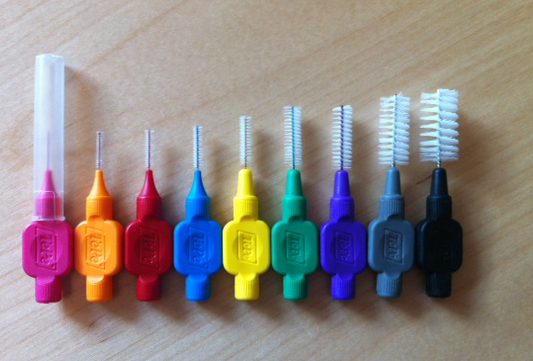
歯間ブラシ

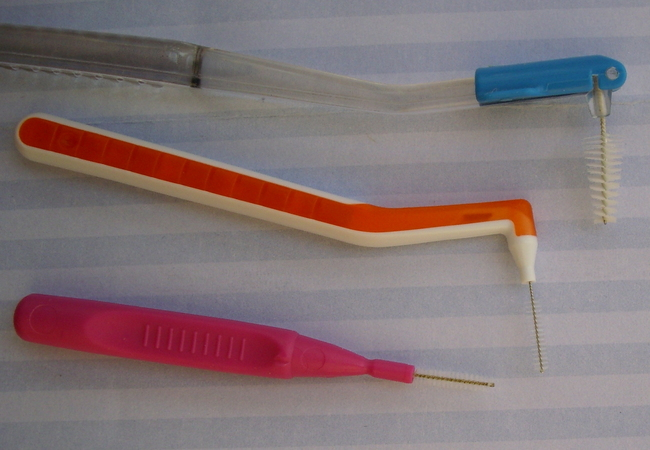
歯間ブラシ

歯間ブラシは、歯と歯の間や歯列矯正装置のワイヤーと歯の間を掃除するために使用される小さなブラシである。通常、これは使い捨てであり、再利用可能な角度付きプラスチックハンドルまたは一体型ハンドルが付属している。
歯磨きと歯間ブラシを併用すると、単独で歯磨きをする場合と比較して、歯垢の量と歯肉炎の発生率の両方が減少することが示されている。従来の歯ブラシで歯磨きした後、歯間ブラシはデンタルフロスよりも多くの歯垢を除去するという証拠がいくつかあるが、系統的レビューではそのような関連性を判断するには証拠が不十分であると報告されている。
歯間ブラシのサイズはISO16409で規格化されている。ブラシサイズは 、0（歯間が狭い）～8（歯間が広い）までの数字で通過穴直径を表す。これは、ワイヤーを曲げずにブラシが通過するのに十分な 2 つの歯の間のスペースに相当する。歯間ブラシの色や線径はメーカーによって異なる。
| ブラシサイズ     | 0     | 1       | 2       | 3       | 4       | 5       | 6       | 7       | 8     |
| 通過穴直径（mm） | ≤ 0.6 | 0.7–0.8 | 0.9–1.0 | 1.1–1.2 | 1.3–1.5 | 1.6–1.8 | 1.9–2.3 | 2.4–2.8 | ≥ 2.8 |

### タフトブラシ
小さな丸いブラシヘッドは、密集した柔らかいナイロン毛の 7 つの房で構成されており、中央の毛が狭いスペースの奥まで届くようにトリミングされている。ブラシの柄は人間工学に基づいてしっかりと握れるように設計されており、他のほとんどの歯科衛生器具では届かない場所の洗浄に必要なコントロールと精度を提供する。これらの領域には、親知らず（第 3 大臼歯）の後方、歯列矯正構造 (ブレース)、密集した歯、欠損歯の隣の歯の表面が含まれる。デンタルインプラント、ブリッジ、義歯、その他の器具の周囲を磨くことにも適している。

### 指歯ブラシ
柄のない指サック型の製品。

### 粉付き歯ブラシ
歯磨き粉を用いる場合には通常、歯ブラシの毛先に付けて磨くことになるが、「粉付き歯ブラシ」は最初から粉状の歯磨き粉が付いている使い捨ての歯ブラシ。

### 噛む歯ブラシ

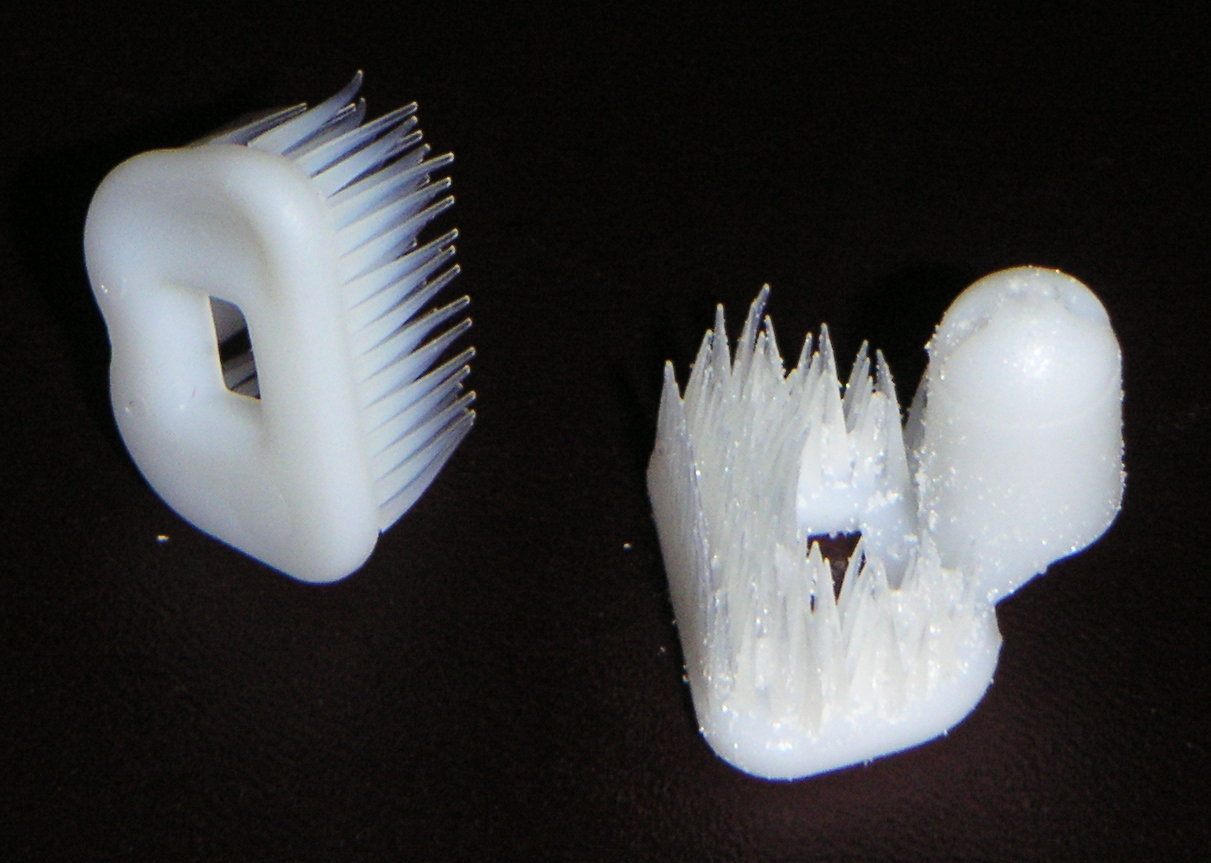
噛む歯ブラシ

噛む歯ブラシとは、口の中に入れることができる小型のプラスチック成型歯ブラシである。一般的には使用されていないが、旅行者にとっては便利で、トイレの自動販売機で購入できる場合もある。 ミントやバブルガムなどさまざまなフレーバーがあり、使用後は処分する必要がある。他の種類の使い捨て歯ブラシには、毛先に砕けやすいプラスチック製の歯磨剤のボールが入っており、水なしで使用できるものもある。

### 音楽歯ブラシ
音楽歯ブラシは、歯磨き習慣をより面白くするために設計された手動または電動歯ブラシの一種である。 子供の注意を引き、歯磨き行動に良い影響を与えるために、子供たちの歯磨きに導入することが一般的である。歯を磨き始めると音楽が始まり、歯磨き中は継続的に再生され、歯磨きを止めると音楽が終了する。

### イオン歯ブラシ

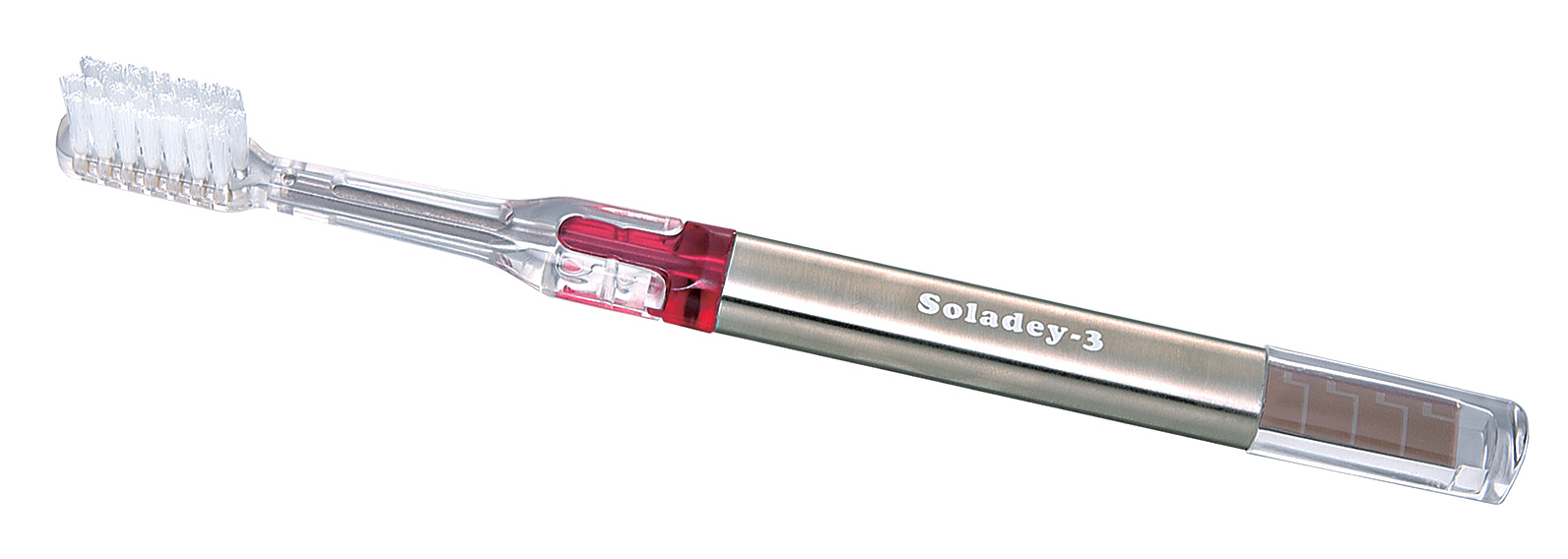
光をイオンに変換し細菌を殺す。

イオン歯ブラシは、ソーラーパネルを介して光を細菌を殺すイオンに変換するため、歯磨剤を使わない歯ブラシである。

### 再利用可能歯ブラシ

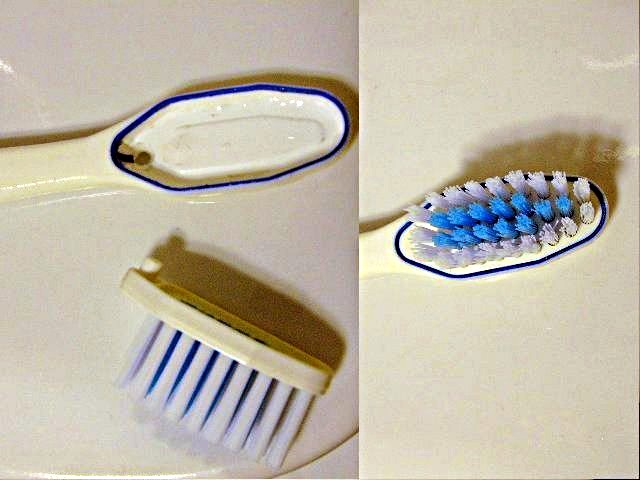
ヘッド交換可能な歯ブラシ、ブラシヘッド付きとブラシヘッドなし

再利用可能歯ブラシは、ブラシヘッドが交換可能な歯ブラシである。

## 形状
一般的な製品は柄の先端の片面に数十本ごとに束ねられた繊維が複数植えつけられていて、その摩擦によって歯垢などの汚れを落とす。
歯ブラシは先端から植毛部、頚部、把柄部の3つの部分からなり、さらに植毛部の上方をつま先、下方をかかとという。繊維の束は列状に配置されており、一般的な3列植毛のほか、6列植毛、5列植毛、4列植毛、2列植毛、1列植毛のものもある。毛先の形状にはラウンドカット毛と超極細毛がある。毛切りには平切りのほか山切りなどがある。
繊維を加工したり毛先を0.02mmに加工するなど、歯と歯の間や奥歯の汚れを綺麗に取る為のものや、歯茎を刺激するものなど多機能化が行われている。また、「歯科医院向け」の製品も製造されている。
長く使っていると繊維が曲がって毛先が開き、歯磨きの効果が落ちるため、取り替えの時期となる。歯磨きに使用出来なくなると、風呂場のタイル目や排水溝など身の回りの細かい所などの掃除に使用する場合もある。ペット用の歯ブラシもあり、犬用のものでは大型犬用・小型犬用などがある。

## 歴史

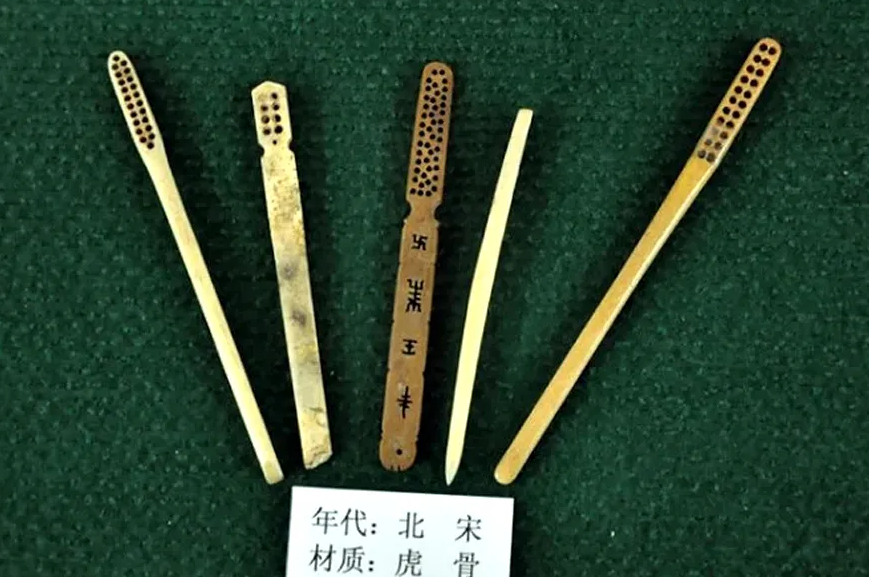
宋代（960 ～ 1279 年）虎の骨で作られた歯ブラシの柄

### 先駆け
歯ブラシが発明されるまでは、さまざまな口腔衛生器を使っていた。その事実は、木の小枝、鳥の羽毛、動物の骨、ヤマアラシの羽根が発見された発掘調査によって確認されている。
歯ブラシの前身は歯木である。歯木は歯を磨くために使用される端が擦り切れた小枝のことであり、もう一方の端は爪楊枝として使用されていた。少なくとも紀元前3500年のバビロニアでは、木の枝から作った歯木を使用していた。それらは紀元前3000年のエジプトの墓からも発見され、紀元前1600年の中国の記録にも記載されている。
それがやがて、インドやギリシャでも習慣が普及し、各々の土地にあった木が用いられた。歯木を歯磨きに使用するインドの方法は、中国の僧侶義浄（西暦 635 ～ 713 年）が著書の中で僧侶の規則を説明する際に紹介している：「毎日朝、僧侶は歯を磨き、舌をこするために歯の木を噛まなければならない。これは正しい方法で行われなければならない。手と口を洗った後にのみ挨拶をすることができる。そうでない場合は、『敬礼する側とされる側の両方に過失がある。サンスクリット語では、歯の木はダンタカスタとして知られている。ダンタは歯を意味し、カスタは木片を意味する。長さは指の幅12本分である。最も短いものは8本以上である』指の幅ほどの長さで、小指ほどの大きさである。木の片方の端をよく噛み、それを用いて歯を磨く。」

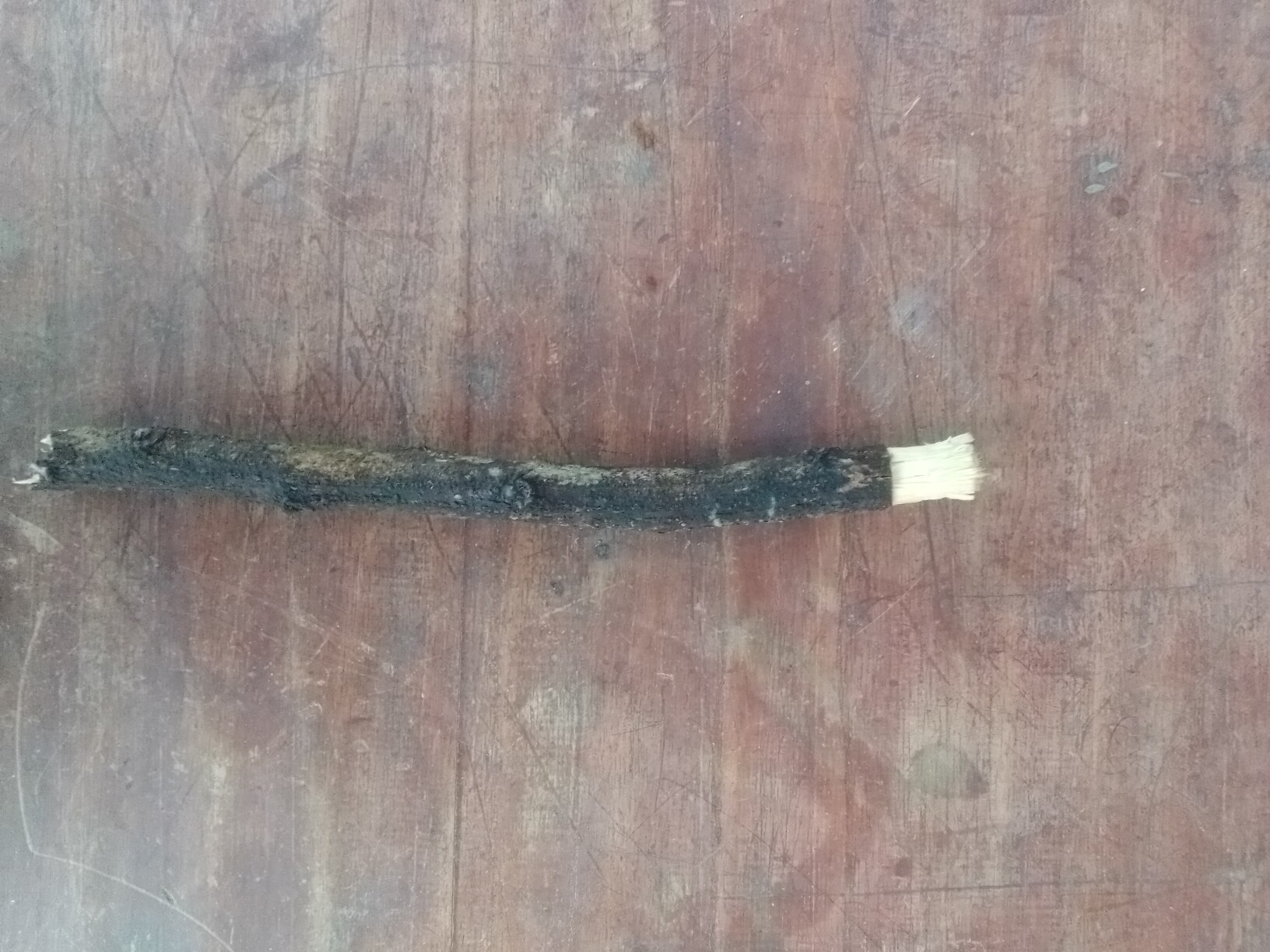
ニームの木で作られた伝統的なベンガルのミスワク

ギリシャ人やローマ人は歯をきれいにするために爪楊枝を使用しており、秦代の墓からは爪楊枝のような小枝が発掘されている。アフリカや米国南部の田舎では現在においても歯木が一般的である。イスラム世界では、ミスワクと呼ばれる歯木の使用は敬虔な行為とみなされ、1日5回、すべての祈りの前に使用することが規定されている 。ミスワクは 7 世紀からイスラム教徒によって使用されてきた。インドセンダンの小枝は古代インド人によって使用されてきた
。インドセンダンは患部を清潔に保ち、消毒することで治癒を助ける。 実際、インドではそれほど一般的ではないが、今日でもダトゥンと呼ばれるインドセンダンの小枝が歯磨きに使用されている。
中国では歯木に楊柳の枝を用いたことから楊枝（ようじ）と表すようになった。これは爪楊枝ではなく房楊枝と呼ばれるもので、細い木の枝をブラシのように一方の端を噛み砕いて使用した。インドなどの仏典に釈迦が歯木を使って地に投げたところたちまち根づいて大木となった話や弟子に歯木を使わせる記述があり、当時既に歯木が使用されていたことが窺われる。日本でも歯ブラシが一般化するまでは房楊枝が一般的に歯磨きに使用されていた。

### 歯ブラシ
現代のものに似た最初の剛毛式歯ブラシは中国で発見された。アメリカ歯科医師会によると、1498年に中国の皇帝が豚毛を骨の柄に植えつけたものを歯磨きに使用したものが、最初の歯ブラシであるとしている。しかし、豚毛で作られた歯ブラシの例はすでに唐代 (619 ～ 907 年) に遡る。気温が低いと剛毛が硬くなるため、毛はシベリアと中国北部に生息する豚から供給されていた。 それらは竹や骨で作られた柄に取り付けることで歯ブラシを形成した。また、1223年に宋に留学した禅僧の道元が現地における「くちすすぐともがらは、馬の尾を寸餘にきりたるを牛の角のおほきさ三分ばかりにて方につくりたるがながさ六七寸なる、そのはし二寸ばかりにうまのたちがみのごとくにうゑて、これをもちて牙歯をあらふ」習慣を記述しており、実際の歴史はさらに古いものと思われる。

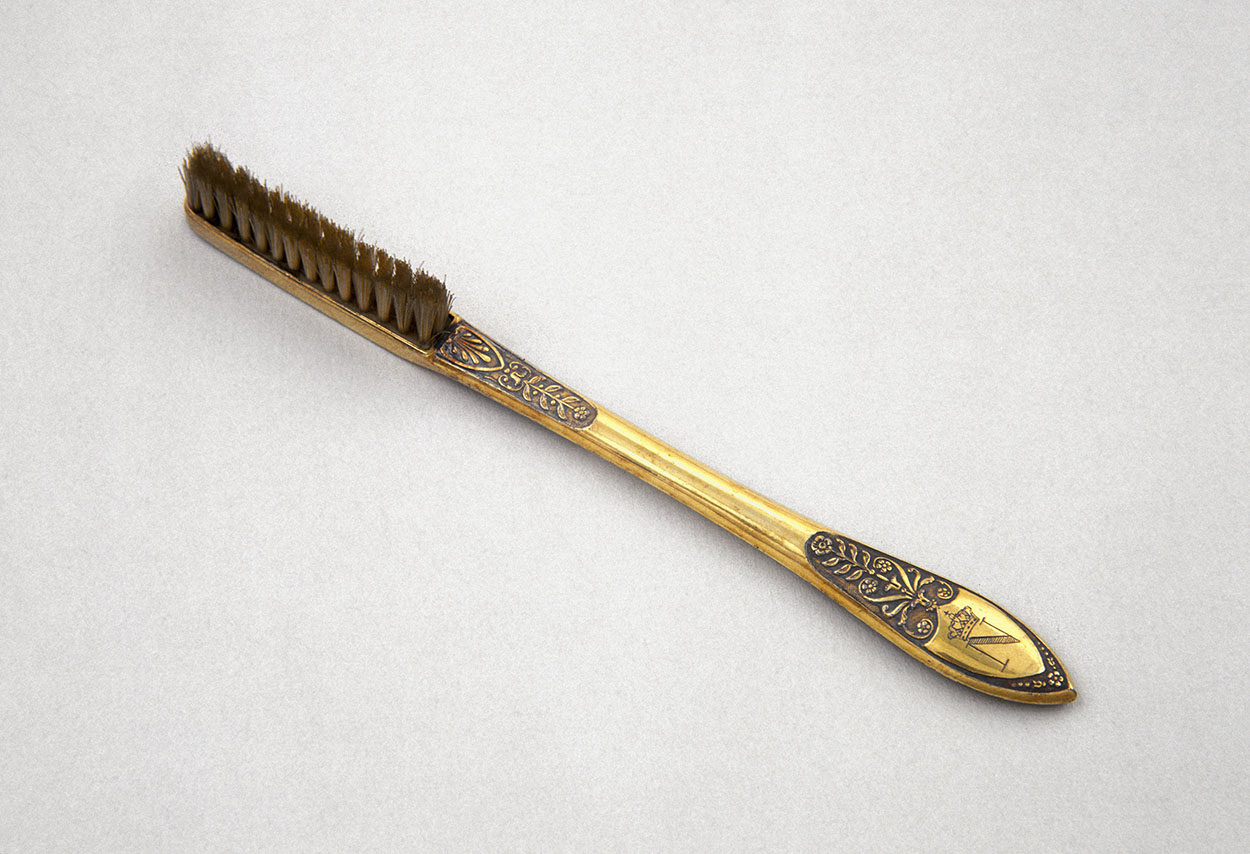
ナポレオン・ボナパルト（1769-1821）が使っていた馬毛歯ブラシ。かかと部にナポレオンのマークが彫られている。

毛歯ブラシは旅行者によって中国からヨーロッパに持ち込まれヨーロッパに広まった  。17世紀ごろからヨーロッパでも使用されるようになるが、19世紀に大量生産されるようになるまで一般的ではなかった。英語での歯ブラシという単語の使用が最も早く確認されたのは、1690 年に J. バレットから歯ブラシを購入したと書いたアンソニー・ウッドの自伝だったとされる。ヨーロッパ人は、中国から輸入された豚毛歯ブラシが硬すぎると感じ、馬毛で作られた柔らかい毛歯ブラシを好んだ。馬や猪の毛で作られた大量生産の歯ブラシは、20 世紀半ばまで中国から英国に輸入され続けた。

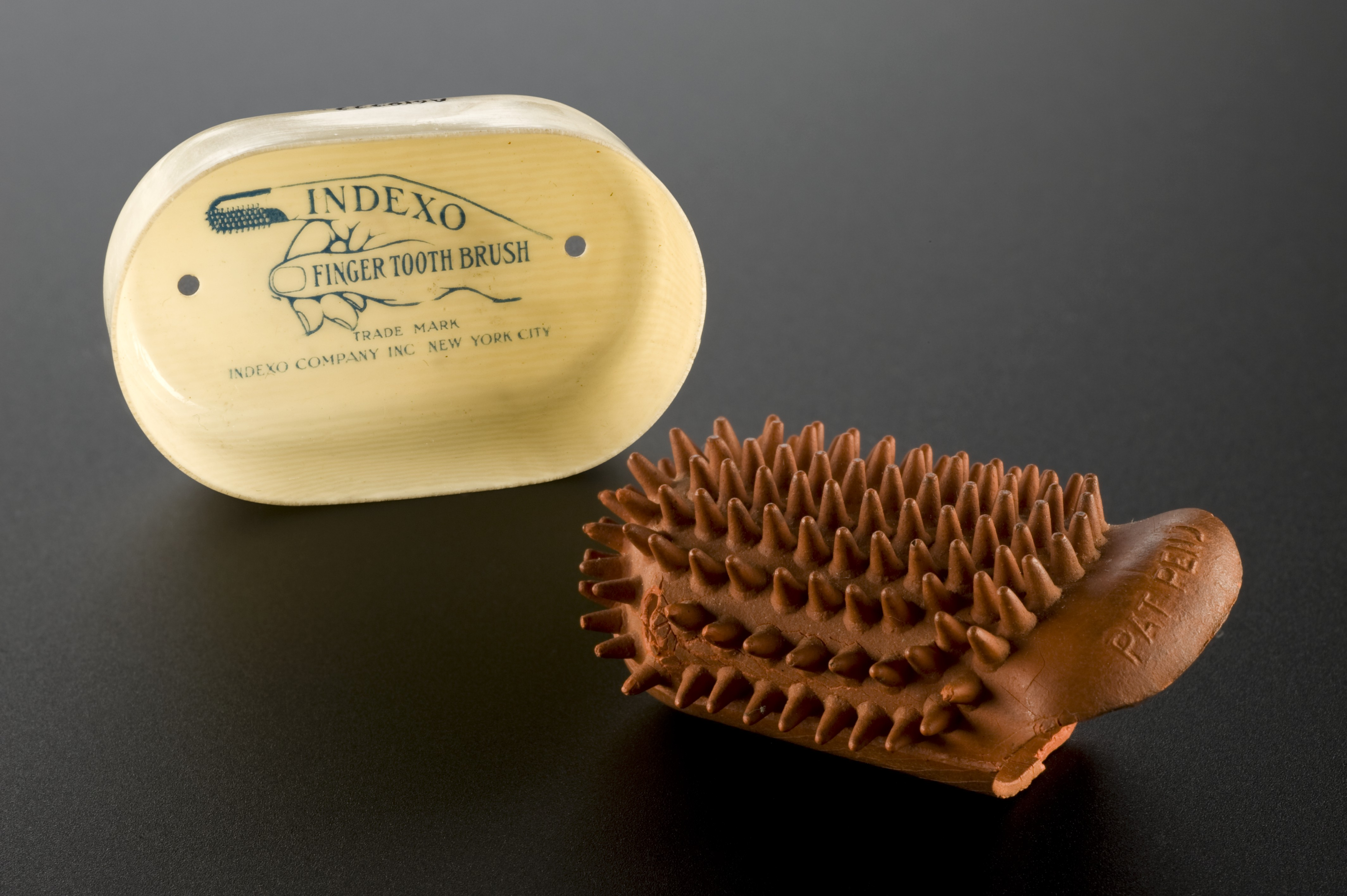
「Indexo」指歯ブラシ、米国ニューヨーク、1901 ～ 1919 年。 全面ゴム製で人差し指にフィットする形状になっている。

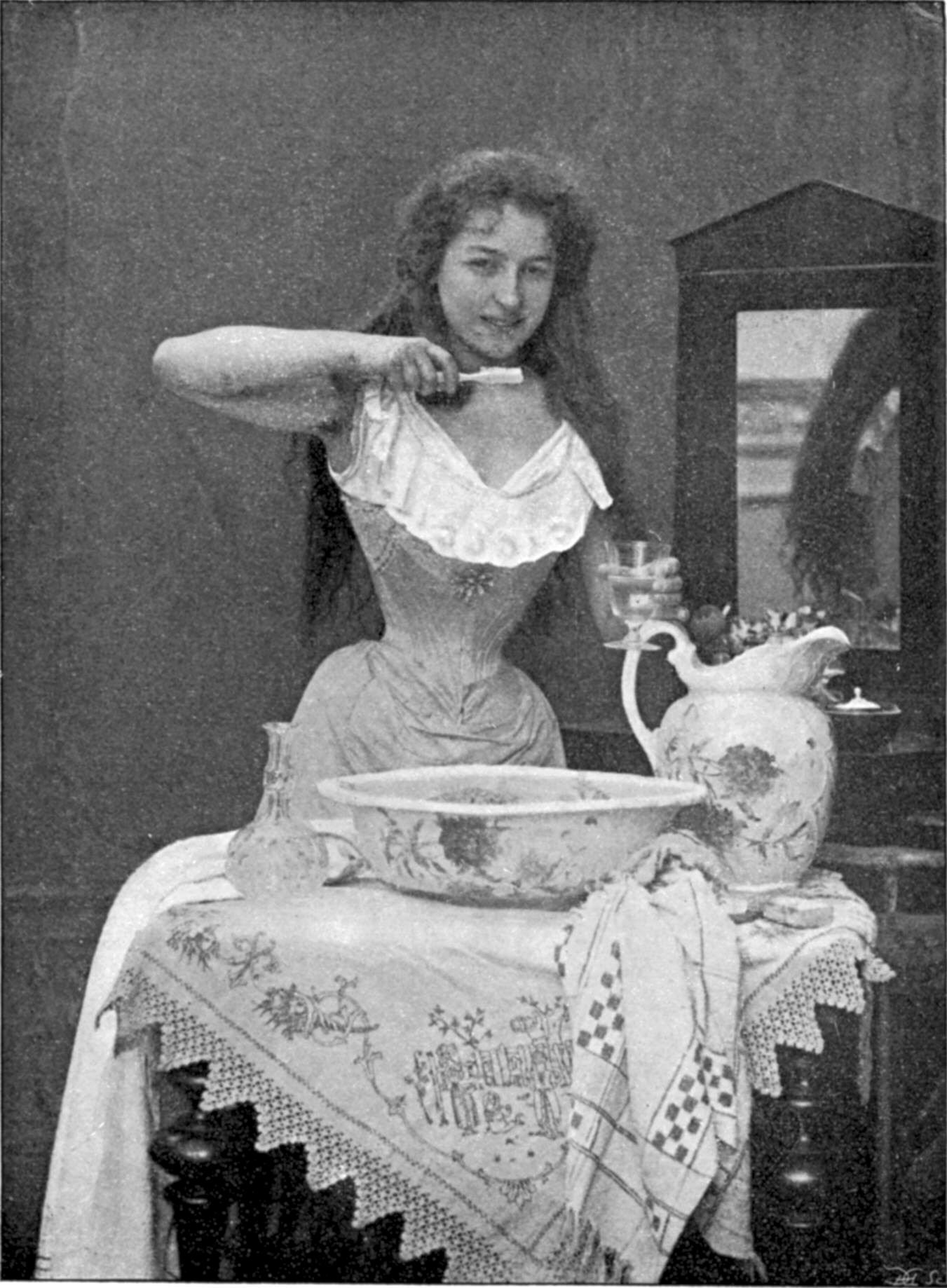
歯ブラシの使用を示す 1899 年の写真。

イギリスでは、ウィリアムアディスが 1780 年に最初の大量生産歯ブラシを製造したと考えられている。1770年、彼は暴動を起こした罪で投獄されていた。彼は刑務所にいる間、すすや塩がついた雑巾を歯に塗るのは効果がなく、改善できると判断した。食事から小さな骨を取り出した後、彼はその骨に小さな穴を開け、警備員の一人から入手した毛の束を骨に結び付け、毛の束を骨の穴に通して穴を塞いだ。釈放後、歯ブラシを製造する事業を始めて裕福になった。彼は 1808 年に亡くなり、事業を長男に遺贈した。事業は1996 年まで家族所有のままだった。同社は現在、Wisdom Toothbrushes という名前で英国で年間 7,000 万本の歯ブラシを製造している。1840 年までに、歯ブラシはイギリス、フランス、ドイツ、日本で大量生産されるようになった。豚の毛は安価な歯ブラシに使用され、アナグマの毛は高価な歯ブラシに使用された。
英国ハートフォードにあるハートフォード博物館には、アディスコレクションの一部を構成する約 5000 点のブラシが収蔵されている。ウェアロードにあるアディス工場は、1996 年まで町の主要な雇用主だった。ハートフォード博物館は工場閉鎖以来、アーカイブに関連する写真や文書を受け取り、元従業員からのオーラルヒストリーを収集してきた。
歯ブラシに関する最初の特許は 1857 年に米国で H.N. ワズワースに付与された (米国特許第 18,653 号) が、米国での大量生産が開始されたのは 1885 年になってからだった。改良された設計では、シベリアの猪毛用の穴が開けられた骨柄が付いていた。残念ながら、動物の毛は細菌を保持し、効率的に乾燥せず、毛が抜け落ちやすいため、理想的な素材ではなかった。柄は骨のほかに木や象牙で作られていた。米国では、第二次世界大戦後、米兵が毎日歯を磨かなければならなくなるまで、歯磨きが日常的なものにならなかった。

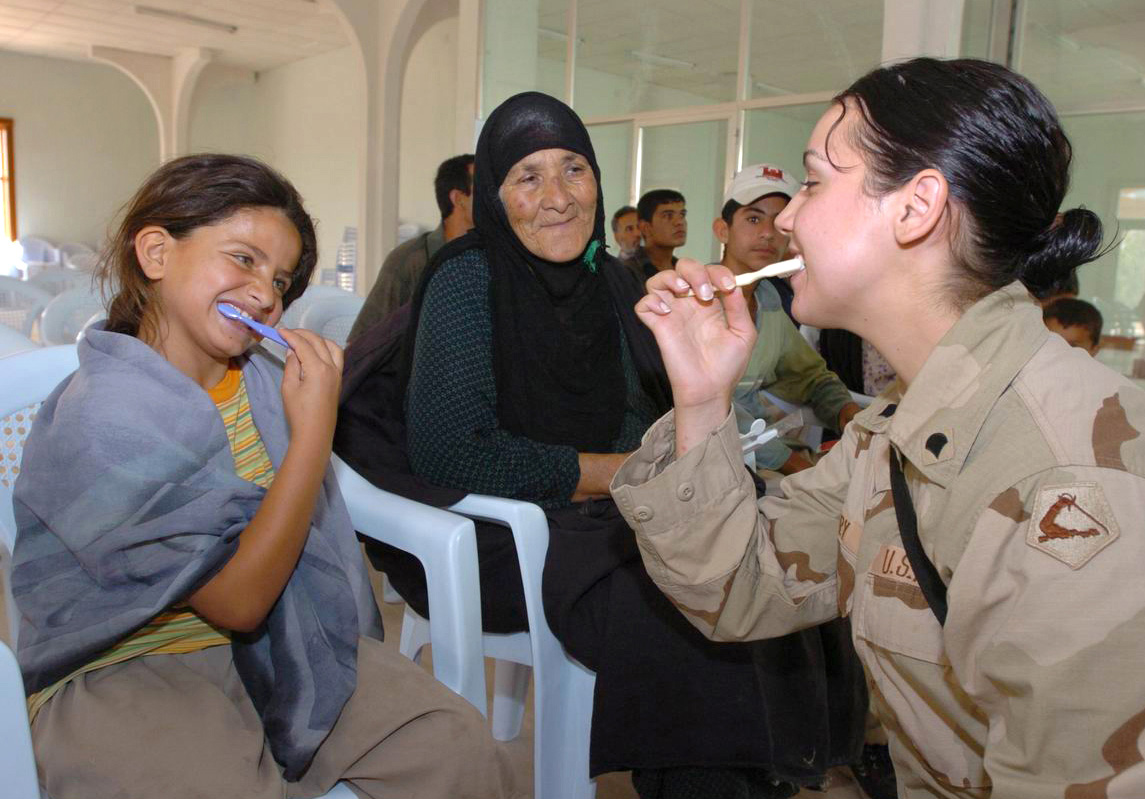
歯ブラシの使い方を教わる子供たち。

1872年に大阪において鯨のひげの柄に馬毛が植えられた「鯨楊枝」が製造販売され、1890年に大阪盛業株式会社が「歯刷子（はぶらし）」の名称で第三回内国勧業博覧会に出品された。
1903年（大正3年）に小林富次郎商店（現在のライオン）が「萬歳歯刷子」を発売。
1900 年代には、骨の柄がセルロイドに徐々に置き換えられた。1917年には歯ブラシ会社が集中していた大阪府八尾市でセルロイド製の歯ブラシの生産が始まった。また、1938年2月24日にはデュポン社がナイロン製の歯ブラシを初めて売り出した。天然の動物毛を合成ナイロンに置き換えた。21 世紀の変わり目までにナイロンが毛に広く使用されるようになり、柄の部分は通常熱可塑性材料で成形された。
最初の電動歯ブラシであるモトデントは 1937 年に特許を取得した。これに続いたのが、1954 年にスイスで発明されたブロクソデントである。最初の無線電池式歯ブラシは、1960 年代初頭に導入されたゼネラル・エレクトリックの自動歯ブラシだった。当初は Ultima と呼ばれ、後に Ultrasonex と改名された最初の超音波歯ブラシは、1992 年に米国で特許を取得した。最初の超音波舌クリーナーは、2013 年に Megasonex の親会社によって特許を取得した。
大手医療用品会社のジョンソン・エンド・ジョンソンは、1977 年に「Reach」歯ブラシを導入した。以前の歯ブラシとは次の 3 つの点で異なる。奥歯に届くように、歯科用器具に似た角度の付いたヘッドを備えている。各歯のう蝕原性（虫歯の原因）となる可能性のある物質を除去するために、通常よりも毛が密集して配置されている。そして外側の剛毛は内側の剛毛よりも長くて柔らかい。他のメーカーもすぐに、効果の向上を目的とした他の設計を導入した。毛束の数や間隔、柄の形状や設計が変わったにもかかわらず、毛は依然として真っ直ぐとなっており扱いが困難であった。1978 年、ジョージ コリス博士は、毛先が湾曲した最初の歯ブラシであるコリス カーブ歯ブラシを開発した。湾曲した毛先は歯の湾曲に沿っており、歯の間や歯肉溝の部分まで安全に行き渡る。
2003 年 1 月、レメルソン-MIT 発明指数によると、歯ブラシはアメリカ人にとって欠かせない発明の第 1 位に選ばれた。

## 需要と供給
世界
60 Second Marketer websiteの情報によると、世界では毎年およそ35億本の歯ブラシが販売されている。
2018年時点での世界における非電動の歯ブラシの市場規模は、およそ44億米ドルである。
世界の主な歯ブラシの製造会社は、P&G、コルゲート、Curaprox、Unilever (ユニリーバ）、Boie USA、Sensodyne(GSK。日本では「シュミテクト」ブランド）、Dr. Collins、Sunstar (サンスター)、Nimbus、Dr. Fresh（ドクターフレシュ）、Lion (ライオン)など。世界の主なイオン歯ブラシメーカーは Soladay と Kiss You である。 世界の主な従来の音波速で振動する電動歯ブラシメーカーは、Sonicare（フィリップス）、ブラウン オーラル B (プロクター・アンド・ギャンブル)、パナソニック、オムロンである。 世界の主な超音波歯ブラシメーカーは、Ultreo、Megasonex、Emmi-Dent、Smilexである。
日本
日本国内ではおよそ4億本/年が生産されている。昭和20年代には大阪府が全国の出荷額の90%以上を占めていた。しかしながら、2009年時点では有力メーカー工場の移転などにより大阪府の出荷額の占有率は15.8％にまで低下した。また近鉄八尾駅前には「生産高日本一」を記した歯ブラシ型のモニュメントが設置されている。
家庭用品品質表示法の対象品目になっている。柄の材質（ポリプロピレン、飽和ポリエステル樹脂など）、毛の材質（人工毛（ナイロンなど）、天然毛（白馬毛、豚毛、馬など））、毛のかたさ（かため、ふつう、やわらかめ）、耐熱温度（60度、80度など）、表示者名の表示がされる。また日本産業規格 (JIS S3016) において規定がある。

## 歯磨き

### 衛生とケア
歯ブラシを他の人と共有することは推奨されない。一般的な衛生上の懸念に加え、C型肝炎など、通常は血液によって感染する病気を伝染させるリスクがあるためである。
使用後は歯ブラシを水ですすぎ、水滴を振り落として乾燥させることが推奨される。
研究によると、48時間ごとよりも頻繁に歯垢を除去するための歯磨きは、歯茎と歯の健康を維持するのに十分であることが明らかになっている。歯磨きは歯肉縁の下 1 ミリメートルまでの歯垢を除去できるが、人によって習慣的な歯磨き方法があるため、いくら歯磨きの頻度を増やしても歯や口の他の部分を更にカバーすることはできない。ほとんどの歯科医は、より頻繁に歯磨きをすることで口の中のより多くの領域をきれいにすることを期待して、患者に1日2回の歯磨きを推奨している。歯磨きは最も一般的な予防医療活動だが、一般の人は歯肉縁のせいぜい 40% しか掃除しないため、歯と歯周病の発生率は依然として高いままである。研究対象者が歯を磨いているビデオでは、最善を尽くして歯を磨くように要求されていても、効果的な歯磨き方法を知らないことが示されている。

## 歯ブラシによる外傷
歯は口腔衛生状態が悪いだけでなく、間違った口腔衛生状態を含むいくつかの要因によっても損傷を受ける可能性がある。 特に敏感な歯の場合、象牙質や歯茎の損傷は、正しいブラッシング方法などのいくつかの対策によって防ぐことができる。
直毛歯ブラシを使用する場合は、歯の歯頚部を水平にこすらないこと、歯ブラシを歯に強く押し付けすぎないこと、研磨剤が多すぎない歯磨き剤を選択すること, 、酸性の食べ物や飲み物を摂取した後、少なくとも 30 分待ってから歯を磨くことが有益である。毛が硬い歯ブラシは歯垢をより効果的に減らすが、歯と歯肉への負担が大きくなる。中程度から柔らかめのブラシを使用して洗浄時間を長くすることが、洗浄結果と歯茎と歯の健康を保つ最良の妥協策であると評価された。
ユニヴァーシティ・カレッジ・ロンドンの研究では、全国歯科医師会10社、歯磨き粉・歯ブラシ会社、歯科教科書に掲載されている歯磨きの技術と頻度に関するアドバイスが一貫性を欠いていることが判明した。
幼児が口に箸や棒等をくわえたまま転倒や衝突などで口腔内の軟組織が受傷することがあるが、その原因の第一位が歯ブラシであり、30%以上であると報告されている。歯ブラシの形態から症状は軽傷なことが多いが、重症となる危険性の高い症例の報告も多く、保護者による危険性の認識や監視の必要性が指摘されている。